# Mischling
Mischling (تُلفظ بالألمانية: [ˈmɪʃlɪŋ] ؛ تترجم حرفيا. «الاختلاط»؛ الجمع: Mischlinge) كان المصطلح القانوني المستخدم في ألمانيا النازية للإشارة إلى الأشخاص الذين يُعتبرون من أصل «آري» ويهودي معا.

## قوانين نورمبرغ
على النحو المحدد في قوانين نورمبرغ في عام 1935، كان يهوديًا (Istjude أو Volljude في المصطلحات النازية) شخصًا - بغض النظر عن انتمائه الديني أو تحديد هويته - كان لديه على الأقل ثلاثة أجداد تم تسجيلهم في جماعة يهودية.

## الهوية اليهودية

### معايير شوتزشتافل (إس إس)
استخدم شوتزشتافل (إس إس) معيارًا أكثر صرامة: من أجل الانضمام لها، كان على المرشح أن يثبت (من خلال سجلات المعمودية) أن جميع الأجداد المباشرين الذين ولدوا منذ عام 1750 لم يكونوا يهودًا، أو سيتعين عليهم التقدم بطلب للحصول على شهادة دم ألمانية بدلاً من ذلك. في وقت لاحق، عندما جعلت ضغوط الحرب من غير العملي تأكيد أسلاف الضباط المرشحين، تضائل الدليل الموسع على تنظيم الأجداد إلى القوانين الموحدة التي تتطلب أدلة مصدقة على عدم اليهودية في غضون جيلين.

## عدد من الناس يعتبرون يهودالميشلينج
حسب إحصاء الرايخ عام 1939، كان هناك حوالي 72,000 ميشلنج من الدرجة الأولى، حوالي 39000 من الدرجة الثانية، وعشرات الآلاف يحتمل أن يكونوا على درجات أعلى، والتي لم يتم تسجيلها لأن هؤلاء الأشخاص كانوا يعتبرون اريين من قبل الرايخ.

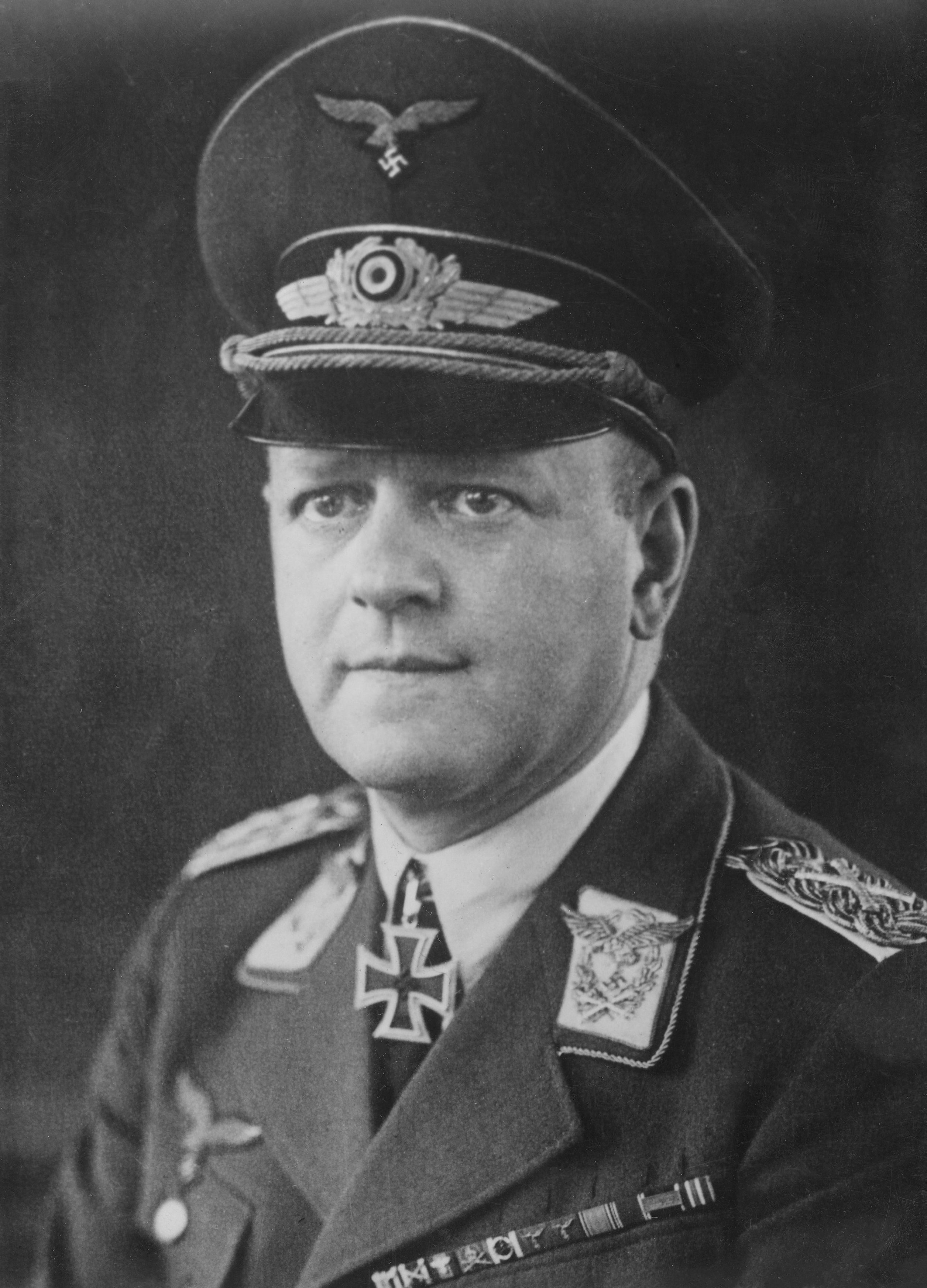
إرهارد ميلخ (1942)، كان والده يهوديًا

وفقًا للمؤرخ برايان مارك ريغ، فإن ما يصل إلى 160,000 جندي كانوا ربعهم ونصفهم وحتى يهوديًا بالكامل خدموا في القوات المسلحة الألمانية خلال الحرب العالمية الثانية. وشمل ذلك العديد من الجنرالات والأميرالات ومارشال واحد على الأقل: إرهارد ميلخ.